# 荒木瞳
荒木 瞳（あらき ひとみ、1976年1月25日 - ）は、日本のAV女優。
血液型AB型。
趣味はゲーム・動物風船作り。

## 略歴
熟女系。2010年、「荒木瞳」としてAVデビュー。

## 作品

### アダルトビデオ
2010年
- 初撮り人妻ドキュメント (2010年8月5日、センタービレッジ)
- 近親相姦 母のお尻 荒木瞳 35歳 (2010年8月7日、ルビー)
- 個人授業 ～憧れのおばさん 荒木瞳 36歳～ (2010年8月19日、センタービレッジ)
- 爆尻妻 荒木瞳 (2010年8月26日、センタービレッジ)
- お受験ママSEX面接 荒木瞳 もも (2010年9月29日、ドリームステージ)
- ようこそ瞳のヌルポチャ部屋へ (2010年10月1日、エメラルド映像)
- 隣のスキもの巨乳妻 (2010年10月22日、なでしこ)
- 母さんのゆとり性教育 (2010年11月4日、タカラ映像)
- 奪われた巨乳妻 (2010年11月7日、マドンナ)
- 閉ざされた母子家庭 (2010年12月25日、マドンナ)

2011年
- 綺麗でいやらしい叔母さんの豊かな乳房と巨尻に埋もれる僕 (2011年1月8日、ルビー)
- 荒ぶる巨尻　肉感フェチレディ（2011年1月28日、JAMS）
- 熟…未亡人 義父とのセックス (2011年2月13日、U&K)
- マッサージ店に勤める豊乳おばさん (2011年3月13日、溜池ゴロー)
- 非日常的悶絶遊戯 SMクラブで女王様のバイトを始めてみたムチムチ熟女、瞳の場合 (2011年3月13日、AVS)
- たびじ 父親の愛人 (2011年3月17日、タカラ映像)
- 隣人奥さんがむっちりすぎて俺、もう～我慢汁でちゃう… (2011年4月15日、ソルト・ペッパー)
- 全裸系近親○姦 僕のママは裸族で癒し系。 (2011年4月22日、なでしこ)
- 艶熟母 Vol.7 (2011年4月28日、センタービレッジ) ※オムニバス作品
- グラマラスキャッツ　女肉痴情！巨乳巨尻謝肉祭 (2011年4月29日、JAMS)※ダウンロードのみ
- 近親相姦 母のうなじ (2011年4月28日、センタービレッジ)
- 美麗顔騎妻 (2011年5月2日、メディア総販ソレイル)
- 近親相姦 エロ尻母 (2011年5月19日、VENUS)
- ドM艶女 メス犬になりたい私 瞳 (2011年5月25日、AVS)
- 2010年下半期 人気女優ベスト10 (2011年5月26日、センタービレッジ) ※オムニバス作品
- 教え子の母 ～変態家庭教師に盗撮された豊乳妻～ (2011年6月13日、溜池ゴロー)
- お母さんがしてあげるから… (2011年7月1日、ABC/妄想族)
- エメラルド映像作品集 4時間 浦田みらい、永瀬美月、荒木瞳 (2011年8月12日、エメラルド映像/妄想族)
- 近親相姦 世話焼き母さんの献身看護 荒木瞳 (2011年9月1日、センタービレッジ)
- 野外人妻羞恥 3 荒木瞳 (2011年9月2日、映天)
- 熟女狩り 19 美馬洋子、荒木瞳、春田亜理早、遥花しいな (2011年9月23日、クリスタル映像)
- 完全盗●！寝取られた妻～デカチン男優の誘惑に耐えられるのか！？ 城内ヒカル、荒木瞳 (2011年10月29日、パラダイスTV)
- 人妻アナル競売 荒木瞳 (2011年11月18日、マドンナ)
- ヤブサメ2011BEST OF BEST 10時間SP（2011年12月23日、流鏑馬グラフィティ）他出演：深田梨菜、伊沢美春、黒田麻世、鈴音りおな、榊なち、優木あおい、倉科さやか、管野しずか、黒木麻衣、瀬奈ジュン、香山蘭、辻本りょう　他